# ادبیات لری

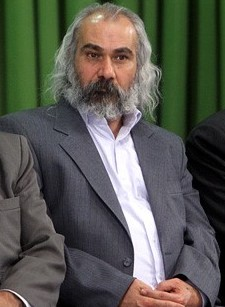
یوسفعلی میرشکاک از شاعران لرتبار

ادبیات لری شامل آثار ادبی به زبان لری می‌شود. بنیان ادبیات لری بر ادبیات شفاهی و فولکلور استوار است و با وجود غنی بودن این ادبیات تاکنون آثار مکتوب اندکی به لری نوشته شده است که بخشی از آن به دلیل شیوه خاص زندگی مردم لر است. ادبیات لری به دلیل کمتر مورد تاخت و تاز بیگانگان قرار گرفتن سرزمین لرستان، کمتر دستخوش استحاله فرهنگی شده و جلوه‌های ناب‌تر و بکرتری در آن دیده می‌شود.
امروزه زمینه تحریف و زوال ادبیات لری به دلایلی همچون رواج زندگی شهری، از میان رفتن کهنسالان، عدم رغبت نسل‌های جدید به فرهنگ لری و بازخوانی شهری محصولات فرهنگی هنری و رسانه‌ها فراهم آمده است. برنامه‌هایی برای ایجاد رشته «زبان و ادبیات لری» در دانشگاه‌ها وجود دارد.
در سال‌های اخیر حجم فزاینده‌ای از ادبیات بومی و فعالیت‌های مرتبط با زبان لری ایجاد شده است. در هر یک از سه گونه اصلی لری (لری شمالی، بختیاری، لری جنوبی)، کمیته‌ها و انجمن‌های زبان تأسیس شده‌اند و برخی از این کمیته‌ها در جوامع لری خارج از ایران فعال هستند. آثار صوتی و تصویری شعر لری، که اغلب با موسیقی و رقص همراه هستند، اولین آثاری بودند که ظاهر شدند و همچنان محبوب‌ترین هستند. انواع دیگر ادبیات شفاهی شامل داستان‌های عامیانه ضبط شده، نمایش‌های کمدی، رادیو به زبان لری و فیلم‌های دوبله شده به این زبان است. متون مکتوبی که نمایانگر هر یک از گونه‌های اصلی زبان لری هستند، از طریق ابتکارات محلی نیز تولید شده‌اند: فرهنگ‌های متعدد (واژه‌نامه‌ها)، مجموعه‌های داستان‌های عامیانه و کتاب‌های شعر، پایه و اساس زبان لری را به عنوان یک زبان نوشتاری تشکیل می‌دهند و انتشارات اخیر شامل تاریخ عشیره‌ای، کتاب‌های مقدماتی خواندن، متون مذهبی، وب‌سایت‌های متعدد زبان لری و مقالات دانشگاهی ترجمه شده از فارسی و انگلیسی است.

## ترانه‌ها
موسیقی لری از تنوع و پیشینه‌ای کهن برخوردار است که به دو بخش کلی، موسیقی‌های آوازی (کلامی) و موسیقی‌های‌سازی تقسیم می‌شود. هم‌اکنون موسیقی لری در قالب ترانه به هفت بخش تقسیم می‌شود که عبارتند از موسیقی و ترانه‌های غنایی و عاشقانه، موسیقی و ترانه‌های حماسه رزمی، موسیقی و ترانه‌های سوگواری، موسیقی و ترانه‌های فصول، موسیقی و ترانه‌های کار، موسیقی و ترانه‌های طنز و سرودهای مذهبی.
- موسیقی و ترانه‌های غنایی و عاشقانه: شامل ترانه‌ها و آهنگ‌هایی است در وصال یا فراق معشوق مانند ترانه‌های هی لو، بینا بینا، کیودار یا نغمه‌های شیرین و خسرو، ساری خوانی، میربگی (میرونه) و ده‌ها ترانه دیگر که در مقام‌های مختلف موسیقی لری اجرا می‌گردد.
- موسیقی و ترانه‌های حماسه رزمی: این سرودها بیانگر ارزش‌های حماسی و رزمی جنگاوران در میان ایل هستند. مانند جنگ لرو، دایه دایه یا مقام‌های موسیقی بدون کلام که در رزم‌گاه و مسابقه به کار رفته‌اند، مانند جنگه را، سوارهو و نقاره.
- موسیقی و ترانه‌های سوگواری: این موسیقی بیشتر جنبه آیینی داشته است و در مواقع سوگواری از روزگار کهن تاکنون کاربرد فراوانی دارد، مانند چمری یا سایر مقام‌ها، از جمله، سحری، پاکتلی، شیونی و ده‌ها مقام دیگر.
- موسیقی و ترانه‌های فصول: موسیقی و ترانه‌های ویژه فصول مختلف مانند برزه کوهی، ماله ژیری، کوچ بارو.
- موسیقی و ترانه‌های کار: به منظور سهولت و تسریع در کار مردان و زنان ایلاتی، این ترانه‌ها به صورت فردی یا دسته جمعی خوانده می‌شود، مانند ترانه‌های گل‌درو (برزیگری)، هوله (خرمن کوبی)، مشک زنی، شیردوشی و چوپانی.
- موسیقی و ترانه‌های طنز: این ترانه‌ها اغلب به صورت فی البداهه در هجو شخص یا موضوع یا مکانی سروده شده و برخی اوقات نیز با حرکات نمایشی طنز آلود فرد یا افرادی همراه بوده است.

## نمونه شعر
شعری به لری جنوبی اثر فریدون داوری:
| عشق بی نوم و نشونِش کشتمه    |  | چشم کال مهربونِش کشتمه             |
| وَ اَوو دمونی که سفر کِ ایلِشون |  | داغ شیههَ ی مادیونش کشتمه          |
| وخت رفتن سیلَ واپس کردنش     |  | خَرسلی نیدا امونش کشتمه            |
| چشمِ چی چشمهٔ چنار و          |  | قامتِ مثل بیدل مارگونش کشتمه       |
| دیریِ یاری که هر صبح و پسین  |  | شروه ایخونم و شونش کشتمه          |
| غیرت ای گپ که:              |  | شاید بی خَوَر نامسلمونی بسونش کشتمه |
| پشت مالِ دلبرم خاکم کنیت     |  | تا بیونن که جنونش کشتمه           |